# Плеврат I
Плеврат I (на старогръцки: Πλευράτος, Pleuratos, Pleuratus) е илирийски цар от племето тавланти през 356 – 335 пр.н.е.
Той е баща на Главкия, който го наследява.